# 레드 툼
"레드 툼"(Red Tomb)은 한국에서 제작된 구자환 감독의 2013년 다큐멘터리 영화이다.